# Sergude (Carral)
Sergude (llamada oficialmente San Xián de Sergude) es una parroquia española del municipio de Carral, en la provincia de La Coruña, Galicia.

## Otras denominaciones
La parroquia también es conocida por el nombre de San Xulián de Sergude.

## Entidades de población
Entidades de población que forman parte de la parroquia:
- A Cañota
- A Revolta
- Calle (A Calle)
- Monte (O Monte)
- O Culebrón
- San Julián (San Xulián)

## Demografía
| Gráfica de evolución demográfica de Sergude entre 2000 y 2018 |
|                                                               |
| Datos según el nomenclátor publicado por el INE.              |